# Persone di nome Mateo
| Questa pagina contiene informazioni ricavate automaticamente dalle voci biografiche con l'ausilio del template Bio e di un bot. L'aggiornamento è periodico e automatico e ricostruisce completamente la pagina. Se manca una persona in questa lista, sei pregato di non aggiungerla, ma accertati piuttosto che la sua voce biografica contenga il template Bio e che i dati anagrafici siano correttamente compilati. Se il template Bio manca, inseriscilo tu stesso o, in alternativa, metti l'avviso {{tmp\|Bio}} che ne segnala la mancanza. Se i dati riportati sono sbagliati, correggi direttamente la voce biografica; le modifiche saranno visibili in questa lista entro pochi giorni. Per chiarimenti vedi il progetto antroponimi. La lista contiene solo le 74 persone che sono citate nell'enciclopedia e per le quali è stato implementato correttamente il template Bio. Pagina aggiornata al 22 lug 2025. |

Questa è una lista di persone presenti nell'enciclopedia che hanno il nome Mateo, suddivise per attività principale.

## Attori(1)
- Mateo Arias, attore statunitense (New York, n. 1995)

## Calciatori(50)
- Mateo Acosta, calciatore uruguaiano (Montevideo, n. 2003)
- Mateo Acosta, calciatore argentino (Buenos Aires, n. 1992)
- Mateo Antoni, calciatore uruguaiano (Punta del Este, n. 2003)
- Mateo Aramburú, calciatore uruguaiano (Città del Guatemala, n. 1998)
- Mateo Argüello, calciatore uruguaiano (n. 2002)
- Mateo Bajamich, calciatore argentino (Morrison, n. 1999)
- Mateo Barać, calciatore croato (Sinj, n. 1994)
- Mateo Bertoša, calciatore croato (Cittanova, n. 1988)
- Mateo Bustos, calciatore argentino (Malagueño, n. 1992)
- Mateo Carabajal, calciatore argentino (Pehuajó, n. 1997)
- Mateo Chávez, calciatore messicano (San Pedro Garza García, n. 2004)
- Mateo Coronel, calciatore argentino (Ramallo, n. 1998)
- Mateo Cáceres, calciatore argentino (Campana, n. 2002)
- Mateo Del Blanco, calciatore argentino (Santa Fe, n. 2003)
- Mateo Figoli, calciatore uruguaiano (Maldonado, n. 1984)
- Mateo Flores, calciatore spagnolo (Valencina de la Concepción, n. 2004)
- Mateo Gamarra, calciatore paraguaiano (Concepción, n. 2000)
- Mateo García, calciatore argentino (Córdoba, n. 1996)
- Mateo Hernández, calciatore argentino (Santa Fe, n. 1998)
- Mateo Joseph, calciatore inglese (Santander, n. 2003)
- Mateo Jurić-Petrašilo, calciatore croato (Spalato, n. 2004)
- Mateo Klimowicz, calciatore tedesco (Córdoba, n. 2000)
- Mateo Kocijan, calciatore croato (Hlebine, n. 1995)
- Mateo Kovačić, calciatore croato (Linz, n. 1994)
- Mateo Leš, calciatore croato (Virovitica, n. 2000)
- Mateo Lisica, calciatore croato (Pola, n. 2003)
- Mateo Maccari, calciatore argentino (Rosario, n. 2000)
- Mateo Marić, calciatore bosniaco (Mostar, n. 1998)
- Mateo Mendoza, calciatore argentino (San Juan, n. 2004)
- Mateo Montenegro, calciatore argentino (Santiago del Estero, n. 1998)
- Mateo Musacchio, ex calciatore argentino (Rosario, n. 1990)
- Mateo Mužek, calciatore croato (Graz, n. 1995)
- Mateo Nicoláu, calciatore argentino (General Pico, n. 1920 - † 2005)
- Mateo Pavlović, calciatore bosniaco (Mostar, n. 1990)
- Mateo Pellegrino, calciatore argentino (Valencia, n. 2001)
- Mateo Peralta, calciatore uruguaiano (Montevideo, n. 2006)
- Mateo Ponte, calciatore uruguaiano (Montevideo, n. 2003)
- Mateo Pérez, calciatore argentino (Córdoba, n. 2001)
- Mateo Retegui, calciatore argentino (San Fernando, n. 1999)
- Mateo Rivero, calciatore uruguaiano (Rocha, n. 2004)
- Mateo Roskam, ex calciatore croato (Spalato, n. 1987)
- Mateo Sanabria, calciatore argentino (Lomas de Zamora, n. 2004)
- Mateo Seoane, calciatore argentino (Vicente López, n. 2004)
- Mateo Silvetti, calciatore argentino (Rosario, n. 2006)
- Mateo Stamatov, calciatore bulgaro (Pazardžik, n. 1999)
- Mateo Nicolás Suárez, calciatore uruguaiano (Artigas, n. 1997)
- Mateo Sušić, calciatore bosniaco (Mostar, n. 1990)
- Mateo Tanlongo, calciatore argentino (Funes, n. 2003)
- Mateo Telechea, calciatore uruguaiano (Montevideo, n. 2005)
- Mateo Félix Zubiaga, calciatore e allenatore di calcio spagnolo (Arrankudiaga, n. 1945 - Bilbao, † 2016)

## Cestisti(4)
- Mateo Chiarini, cestista argentino (Córdoba, n. 1998)
- Mateo Drežnjak, cestista bosniaco (Mostar, n. 1999)
- Mateo Kedžo, cestista croato (Spalato, n. 1984)
- Mateo Šerić, cestista tedesco (Backnang, n. 1999)

## Compositori(3)
- Mateo Albéniz, compositore e organista spagnolo (n. 1755 - San Sebastián, † 1831)
- Mateo Flecha il Giovane, compositore spagnolo (Baix Camp - Sant Pere de la Portella, † 1604)
- Mateo Flecha il Vecchio, compositore spagnolo (Zona di Prades, n. 1481 - Poblet, † 1553)

## Generali(1)
- Mateo de Toro Zambrano, generale spagnolo (Santiago del Cile, n. 1727 - Santiago del Cile, † 1811)

## Giocatori di football americano(1)
- Mateo Horber, giocatore di football americano svizzero (n. 1996)

## Mezzofondisti(1)
- Mateo Cañellas, ex mezzofondista spagnolo (n. 1972)

## Pallamanisti(1)
- Mateo Garralda, ex pallamanista e allenatore di pallamano spagnolo (Burlada, n. 1969)

## Piloti motociclistici(1)
- Mateo Túnez, pilota motociclistico spagnolo (Navarrés, n. 1989)

## Pittori(1)
- Mateo Cerezo, pittore spagnolo (Burgos, n. 1637 - Madrid, † 1666)

## Politici(1)
- Mateo Benigno de Moraza, politico e giurista spagnolo (Vitoria, n. 1817 - Vitoria, † 1878)

## Presbiteri(1)
- Mateo Vázquez de Leca, presbitero e politico spagnolo (Corsica - Madrid, † 1591)

## Rapper(1)
- Trueno, rapper argentino (Buenos Aires, n. 2002)

## Sceneggiatori(1)
- Mateo Gil, sceneggiatore e regista spagnolo (Las Palmas de Gran Canaria, n. 1972)

## Scrittori(1)
- Mateo Alemán, scrittore spagnolo (Siviglia, n. 1547 - Messico)

## Scultori(2)
- Mateo Alonso, scultore argentino (Buenos Aires, n. 1878 - Buenos Aires, † 1955)
- Mateo de Prado, scultore spagnolo (San Julián de Cumbraos, n. 1600 - Santiago di Compostela, † 1677)

## Storici(1)
- Mateo Martinic, storico, politico e avvocato cileno (Punta Arenas, n. 1931)

## Senza attività specificata(2)
- Mateo de la Mata Ponce de León, spagnolo (Requena - Lima, † 1720)
- Mateo Pumacahua, inca († 1815)